# Trapper Lake
Trapper Lake – jezioro na terenie hrabstwa Teton w Wyoming.

## Położenie i okolica
Zbiornik wodny znajduje się na terenie Teton Range w Górach Skalistych. Od południa łączy się strumieniem z jeziorem Bearpaw Lake; od zachodu położone są góry Mount Moran, West Horn oraz East Horn. Zbiornik znajduje się pomiędzy dwoma kilkukrotnie większymi od jego jeziorami – Leigh Lake oraz Jackson Lake. Cały jego obszar jest w Parku Narodowym Grand Teton.